# Liparochrus dilatatifrons
Liparochrus dilatatifrons is een keversoort uit de familie Hybosoridae. De wetenschappelijke naam van de soort is voor het eerst geldig gepubliceerd in 1905 door Blackburn.